# Marshall Reed
Marshall Jewel Reed (Englewood, 28 maggio 1917 – Los Angeles, 15 aprile 1980) è stato un attore statunitense.
Ha recitato in oltre 160 film dal 1943 al 1978 ed è apparso in oltre 40 produzioni televisive dal 1950 al 1975. Fu accreditato anche con il nome Marshall J. Reed. È noto in particolare per il ruolo di Fred Asher nella serie televisiva The Lineup.

## Biografia
Marshall Reed nacque a Englewood, in Colorado, il 28 maggio 1917. Debuttò al cinema agli inizi degli anni quaranta e in televisione agli inizi degli anni cinquanta.
La sua carriera cinematografica è composta da diverse presenze con varie interpretazioni di ruoli minori ed una netta predilezione per il genere western. A partire dal 1943, infatti, Reed divenne una presenza fissa nella gran parte delle produzioni western per il grande schermo del periodo, in cui interpretava principalmente ruoli di supporto, come scagnozzi, vicesceriffi, fuorilegge, pistoleri e criminali vari o brevi ruoli da comparsa. Tra i personaggi, Ed Rance in Law of the Panhandle del 1950, lo sceriffo Conger in Cherokee Uprising del 1950, John C. Roberts in Hot Rod del 1950, Jack Pencroft in Mysterious Island del 1951, il vice sceriffo Bob Jethro in I fuorilegge del Kansas del 1952, Jim-Bob Tyler in Il temerario del 1952, Gale Lynch in Gunfighters of the Northwest del 1954, l'ispettore Fred Asher in Crimine silenzioso del 1958, lo sceriffo Henry Plummer in I selvaggi della prateria del 1962 e il tenente Carter in La carovana dell'alleluia del 1965.
Fu interprete di diversi personaggi per serie televisive, tra cui l'ispettore Fred Asher in 183 episodi della serie The Lineup dal 1954 al 1959, il suo ruolo più noto. Totalizzò inoltre molte altre partecipazioni dagli anni cinquanta agli anni settanta in veste di guest star o di interprete di personaggi perlopiù minori in numerosi episodi e spesso interpretando più personaggi per serie, di solito del genere western. Si possono altresì citare sette episodi di Le avventure di Rex Rider, quattro episodi di Cowboy G-Men, sei episodi di Le avventure di Gene Autry, 14 episodi di Cisco Kid, quattro episodi di The Red Skelton Show, tre episodi di Perry Mason e cinque episodi di Dragnet 1967.
Nel 1975 recitò nell'episodio Barbary House della serie Kung Fu, che resta la sua ultima apparizione per la TV mentre per gli schermi cinematografici l'ultimo ruolo che interpretò fu quello nel film del 1978 Legend of the Northwest.
Morì a Los Angeles il 15 aprile 1980.

## Filmografia

### Cinema
- Bordertown Gun Fighters, regia di Howard Bretherton (1943)
- Silver Spurs, regia di Joseph Kane (1943)
- Black Hills Express, regia di John English (1943)
- Wagon Tracks West, regia di Howard Bretherton (1943)
- Death Valley Manhunt, regia di John English (1943)
- The Texas Kid, regia di Lambert Hillyer (1943)
- Joe il pilota (A Guy Named Joe), regia di Victor Fleming (1943)
- Beneath Western Skies, regia di Spencer Gordon Bennet (1944)
- Mojave Firebrand, regia di Spencer Gordon Bennet (1944)
- Partners of the Trail, regia di Lambert Hillyer (1944)
- The Laramie Trail, regia di John English (1944)
- Law Men, regia di Lambert Hillyer (1944)
- Tucson Raiders, regia di Spencer Gordon Bennet (1944)
- The Tiger Woman, regia di Spencer Gordon Bennet e Wallace Grissell (1944)
- Sundown Riders, regia di Lambert Hillyer (1944)
- Range Law, regia di Lambert Hillyer (1944)
- Marshal of Reno, regia di Wallace Grissell (1944)
- Song of Nevada, regia di Joseph Kane (1944)
- Haunted Harbor, regia di Spencer Gordon Bennet e Wallace Grissell (1944)
- Gangsters of the Frontier, regia di Elmer Clifton (1944)
- My Buddy, regia di Steve Sekely (1944)
- Law of the Valley, regia di Howard Bretherton (1944)
- La frusta nera di Zorro (Zorro's Black Whip), regia di Spencer Gordon Bennet e Wallace Grissell (1944)
- Ghost Guns, regia di Lambert Hillyer (1944)
- The Topeka Terror,  (1945)
- Gun Smoke, regia di Howard Bretherton (1945)
- Tutti pazzi (It's in the Bag!), regia di Richard Wallace (1945)
- The Chicago Kid, regia di Frank McDonald (1945)
- Bandits of the Badlands, regia di Thomas Carr (1945)
- The Scarlet Horseman, regia di Lewis D. Collins e Ray Taylor (1946)
- Drifting Along, regia di Derwin Abrahams (1946)
- The Haunted Mine, regia di Derwin Abrahams (1946)
- West of the Alamo, regia di Oliver Drake (1946)
- In Old Sacramento, regia di Joseph Kane (1946)
- The Gentleman from Texas, regia di Lambert Hillyer (1946)
- Gentleman Joe Palooka, regia di Cy Endfield (1946)
- Shadows on the Range, regia di Lambert Hillyer (1946)
- Raiders of the South, regia di Lambert Hillyer (1947)
- L'ultima conquista (Angel and the Badman), regia di James Edward Grant (1947)
- West of Dodge City, regia di Ray Nazarro (1947)
- Trailing Danger, regia di Lambert Hillyer (1947)
- Homesteaders of Paradise Valley, regia di R.G. Springsteen (1947)
- Yankee Fakir, regia di W. Lee Wilder (1947)
- Spoilers of the North, regia di Richard Sale (1947)
- Land of the Lawless, regia di Lambert Hillyer (1947)
- Song of the Wasteland, regia di Thomas Carr (1947)
- Questo è il mio uomo (That's My Man), regia di Frank Borzage (1947)
- Web of Danger, regia di Philip Ford (1947)
- La saga dei pionieri (Wyoming), regia di Joseph Kane (1947)
- Stage to Mesa City, regia di Ray Taylor (1947)
- On the Old Spanish Trail, regia di William Witney (1947)
- Prairie Express, regia di Lambert Hillyer (1947)
- The Fighting Vigilantes, regia di Taylor (1947)
- Cheyenne Takes Over, regia di Ray Taylor (1947)
- Brick Bradford, regia di Spencer Gordon Bennet e Thomas Carr (1947)
- Song of the Drifter, regia di Lambert Hillyer (1948)
- Check Your Guns, regia di Ray Taylor (1948)
- Tornado Range, regia di Ray Taylor (1948)
- Tex Granger: Midnight Rider of the Plains, regia di Derwin Abrahams (1948)
- The Bold Frontiersman, regia di Philip Ford (1948)
- Dangers of the Canadian Mounted, regia di Fred C. Brannon e Yakima Canutt (1948)
- The Rangers Ride, regia di Derwin Abrahams (1948)
- Partners of the Sunset, regia di Lambert Hillyer (1948)
- Frontier Agent, regia di Lambert Hillyer (1948)
- L'eroica legione (The Gallant Legion), regia di Joseph Kane (1948)
- Triggerman, regia di Howard Bretherton (1948)
- Back Trail, regia di Christy Cabanne (1948)
- The Fighting Ranger, regia di Lambert Hillyer (1948)
- Dead Man's Gold, regia di Ray Taylor (1948)
- The Denver Kid, regia di Philip Ford (1948)
- Mark of the Lash, regia di Ray Taylor (1948)
- Courtin' Trouble, regia di Ford Beebe (1948)
- Renegades of Sonora, regia di R.G. Springsteen (1948)
- Hidden Danger, regia di Ray Taylor (1948)
- Federal Agents vs. Underworld, Inc., regia di Fred C. Brannon (1949)
- Gun Runner, regia di Lambert Hillyer (1949)
- Challenge of the Range, regia di Ray Nazarro (1949)
- Law of the West, regia di Ray Taylor (1949)
- Il doppio segno di Zorro (Ghost of Zorro), regia di Fred C. Brannon (1949)
- Duello infernale (Stampede), regia di Lesley Selander (1949)
- Frontier Investigator, regia di Fred C. Brannon (1949)
- West of El Dorado, regia di Ray Taylor (1949)
- Brand of Fear, regia di Oliver Drake (1949)
- The James Brothers of Missouri, regia di Fred C. Brannon (1949)
- Nevada Trail – cortometraggio (1949)
- Roaring Westward, regia di Oliver Drake (1949)
- Western Renegades, regia di Wallace Fox (1949)
- Navajo Trail Raiders, regia di R.G. Springsteen (1949)
- The Dalton Gang, regia di Ford Beebe (1949)
- Square Dance Jubilee, regia di Paul Landres (1949)
- Riders of the Dusk, regia di Lambert Hillyer (1949)
- Pioneer Marshal, regia di Philip Ford (1949)
- Cowboy and the Prizefighter, regia di Lewis D. Collins (1949)
- Radar Secret Service, regia di Sam Newfield (1950)
- Over the Border, regia di Wallace Fox (1950)
- Frecce avvelenate (Rock Island Trail), regia di Joseph Kane (1950)
- La regina dei tagliaborse (I Was a Shoplifter), regia di Charles Lamont (1950)
- Six Gun Mesa, regia di Wallace Fox (1950)
- The Invisible Monster, regia di Fred C. Brannon (1950)
- L'orda selvaggia (The Savage Horde), regia di Joseph Kane (1950)
- Rider from Tucson, regia di Lesley Selander (1950)
- Covered Wagon Raid, regia di R.G. Springsteen (1950)
- Cactus Caravan, regia di Will Cowan (1950)
- Silver Raiders, regia di Wallace Fox (1950)
- Law of the Panhandle, regia di Lewis D. Collins (1950)
- Cherokee Uprising, regia di Lewis D. Collins (1950)
- Hot Rod, regia di Lewis D. Collins (1950)
- Rustlers on Horseback, regia di Fred C. Brannon (1950)
- Pirates of the High Seas, regia di Spencer Gordon Bennet e Thomas Carr (1950)
- Outlaw Gold, regia di Wallace Fox (1950)
- Il sentiero degli Apaches (California Passage), regia di Joseph Kane (1950)
- The Du Pont Story, regia di Wilhelm Thiele (1950)
- Abilene Trail, regia di Lewis D. Collins (1951)
- Silver City Bonanza, regia di George Blair (1951)
- I lancieri del Dakota (Oh! Susanna), regia di Joseph Kane (1951)
- Wanted: Dead or Alive, regia di Thomas Carr (1951)
- Canyon Raiders, regia di Lewis D. Collins (1951)
- Nevada Badmen, regia di Lewis D. Collins (1951)
- Gunplay, regia di Lesley Selander (1951)
- Stagecoach Driver, regia di Lewis D. Collins (1951)
- L'isola dell'uragano (Hurricane Island), regia di Lew Landers (1951)
- Oklahoma Justice, regia di Lewis D. Collins (1951)
- Mysterious Island, regia di Spencer Gordon Bennet (1951)
- Whistling Hills, regia di Derwin Abrahams (1951)
- Lawless Cowboys, regia di Lewis D. Collins (1951)
- Purple Heart Diary, regia di Richard Quine (1951)
- I violenti dell'Oregon (The Longhorn), regia di Lewis D. Collins (1951)
- Texas Lawmen, regia di Lewis D. Collins (1951)
- Vedovo cerca moglie (Week-End with Father), regia di Douglas Sirk (1951)
- Attente ai marinai! (Sailor Beware), regia di Hal Walker (1952)
- Texas City, regia di Lewis D. Collins (1952)
- Night Raiders, regia di Howard Bretherton (1952)
- Il passo di Forte Osage (Fort Osage), regia di Lesley Selander (1952)
- Laramie Mountains, regia di Ray Nazarro (1952)
- I fuorilegge del Kansas (Kansas Territory), regia di Lewis D. Collins (1952)
- Sound Off, regia di Richard Quine (1952)
- The Rough, Tough West, regia di Ray Nazarro (1952)
- Thundering Caravans, regia di Harry Keller (1952)
- Blackhawk: Fearless Champion of Freedom, regia di Spencer Gordon Bennet e Fred F. Sears (1952)
- Montana Incident, regia di Lewis D. Collins (1952)
- La valle dei desperados (Fargo), regia di Lewis D. Collins (1952)
- Canyon Ambush, regia di Lewis D. Collins (1952)
- Il temerario (The Lusty Men), regia di Nicholas Ray (1952)
- Son of Geronimo: Apache Avenger, regia di Spencer Gordon Bennet (1952)
- La valle dei bruti (Ride the Man Down), regia di Joseph Kane (1952)
- I pascoli d'oro (San Antone), regia di Joseph Kane (1953)
- Old Overland Trail, regia di William Witney (1953)
- Frustateli senza pietà (Cow Country), regia di Lesley Selander (1953)
- Arena, regia di Richard Fleischer (1953)
- Cruisin' Down the River, regia di Richard Quine (1953)
- The Great Adventures of Captain Kidd, regia di Derwin Abrahams e Charles S. Gould (1953)
- Rose Marie, regia di Mervyn LeRoy (1954)
- Gunfighters of the Northwest, regia di Spencer Gordon Bennet e Charles S. Gould (1954)
- Riding with Buffalo Bill, regia di Spencer Gordon Bennet (1954)
- Anonima delitti (New York Confidential), regia di Russell Rouse (1955) - non accreditato
- The Night the World Exploded, regia di Fred F. Sears (1957)
- Crimine silenzioso (The Lineup), regia di Don Siegel (1958)
- Third of a Man, regia di Robert Lewin (1962)
- I selvaggi della prateria (The Wild Westerners), regia di Oscar Rudolph (1962)
- The Madmen of Mandoras, regia di David Bradley (1963)
- Destino in agguato (Fate Is the Hunter), regia di Ralph Nelson (1964)
- La carovana dell'alleluia (The Hallelujah Trail), regia di John Sturges (1965)
- Assalto finale (A Time for Killing), regia di Phil Karlson e Roger Corman (1967)
- The Hard Ride, regia di Burt Topper (1971)
- Soul Hustler, regia di Burt Topper (1973)
- Till Death, regia di Walter Stocker (1978)
- Legend of the Northwest, regia di Rand Brooks (1978)

### Televisione
- The Marshal of Gunsight Pass – serie TV, un episodio (1950)
- Le avventure di Gene Autry (The Gene Autry Show) – serie TV, 6 episodi (1950-1954)
- Cisco Kid (The Cisco Kid) – serie TV, 14 episodi (1950-1955)
- Le avventure di Rex Rider (The Range Rider) – serie TV, 7 episodi (1951-1953)
- Le inchieste di Boston Blackie (Boston Blackie) – serie TV, 3 episodi (1951-1953)
- Wild Bill Hickok (Adventures of Wild Bill Hickok) – serie TV, 3 episodi (1951-1954)
- Cowboy G-Men – serie TV, 4 episodi (1952-1953)
- Hopalong Cassidy – serie TV, 2 episodi (1952-1953)
- The Adventures of Kit Carson – serie TV, 5 episodi (1952-1954)
- Il cavaliere solitario (The Lone Ranger) – serie TV, 3 episodi (1952-1955)
- Roy Rogers (The Roy Rogers Show) – serie TV, 2 episodi (1952)
- Adventures of Superman – serie TV, 2 episodi (1953-1954)
- The Lineup – serie TV, 183 episodi (1954-1959)
- Annie Oakley – serie TV, 3 episodi (1954)
- Le avventure di Jet Jackson (Captain Midnight) – serie TV, episodio 1x26 (1955)
- Commando Cody: Sky Marshal of the Universe – serie TV, 2 episodi (1955)
- The Red Skelton Show – serie TV, 4 episodi (1958-1960)
- Border Patrol – serie TV, un episodio (1959)
- Carovane verso il west (Wagon Train) – serie TV, 2 episodi (1960-1962)
- Tightrope – serie TV, episodio 1x35 (1960)
- Tombstone Territory – serie TV, un episodio (1960)
- Bat Masterson – serie TV, 2 episodi (1960)
- Le grandi fiabe (Shirley Temple's Storybook) – serie TV, un episodio (1960)
- Bonanza – serie TV, 2 episodi (1961-1962)
- Ripcord – serie TV, episodio 1x11 (1961)
- Lassie – serie TV, un episodio (1961)
- Whispering Smith – serie TV, episodio 1x13 (1961)
- Perry Mason – serie TV, 3 episodi (1962-1963)
- Lawman – serie TV, un episodio (1962)
- Bronco – serie TV, 2 episodi (1962)
- Scacco matto (Checkmate) – serie TV, episodio 2x20 (1962)
- Maverick – serie TV, episodio 5x07 (1962)
- Cheyenne – serie TV, 2 episodi (1962)
- Gunsmoke – serie TV, episodio 8x11 (1962)
- Laramie – serie TV, un episodio (1963)
- They Saved Hitler's Brain – film TV (1968)
- Death Valley Days – serie TV, 2 episodi (1969-1970)
- Dragnet 1967 – serie TV, 5 episodi (1969-1970)
- Marcus Welby (Marcus Welby, M.D.) – serie TV, 2 episodi (1969-1973)
- Adam-12 – serie TV, 2 episodi (1970-1971)
- Il virginiano (The Virginian) – serie TV, episodio 9x20 (1971)
- Insight – serie TV, un episodio (1973)
- Cannon – serie TV, un episodio (1973)
- Apple's Way – serie TV, un episodio (1974)
- L'uomo da sei milioni di dollari (The Six Million Dollar Man) – serie TV, un episodio (1974)
- Kung Fu – serie TV, un episodio (1975)